# WTA German Open 1998
WTA German Open 1998 — жіночий тенісний турнір, що проходив на відкритих кортах з ґрунтовим покриттям Rot-Weiss Tennis Club у Берліні (Німеччина). Належав до турнірів 1-ї категорії в рамках Туру WTA 1998. Відбувсь удвадцятьдев'яте і тривав з 11 до 17 травня 1998 року. Кончіта Мартінес здобула титул в одиночному розряді.

## Фінальна частина

### Одиночний розряд
Кончіта Мартінес —  Амелі Моресмо 6–4, 6–4
- Для Мартінес це був 2-й титул за сезон і 35-й — за кар'єру.

### Парний розряд
Ліндсі Девенпорт /  Наташа Звєрєва —  Александра Фусаї /  Наталі Тозья 6–3, 6–0
- Для Девенпорт це був 3-й титул за сезон і 34-й — за кар'єру. Для Звєрєвої це був 2-й титул за сезон і 75-й — за кар'єру.